# サウサンプトン郡 (バージニア州)
サウサンプトン郡（英: Southampton County）は、アメリカ合衆国バージニア州の南部に位置する郡である。2010年国勢調査での人口は18,570人であり、2000年の17,482人から6.2%増加した。郡庁所在地はコートランド町（人口1,284人）であり、同郡で人口最大の町でもある。

## 歴史
1607年にジェームズタウンが設立されてから間もない17世紀、イングランド人開拓者がハンプトン・ローズに隣接する地域を探検し入植を始めた。1634年、イングランドのバージニア植民地が8つのシャイア（郡に相当）に分割され、総人口は約5,000人だった。サウサンプトン郡の大半は当初ワロスコヤック・シャイアの一部だった。この「シャイア」が間もなく「郡」（カウンティ）と呼ばれるようになった。ワロスコヤック・シャイアは1637年にアイルオブワイト郡と改名された。
1749年、アイルオブワイト郡のブラックウォーター川より西の分がサウサンプトン郡となった。後にナンスモンド郡の一部、現在は独立市であるサフォーク市がサウサンプトン郡に付設された。
1831年8月21日、奴隷のナット・ターナーが、サウサンプトン郡で地元の白人に対抗して反乱を起こした。この反乱が鎮圧されると、ターナーなどの黒人が処刑された（ナット・ターナーの反乱）。
サウサンプトン郡の郡名は、イングランドの主要都市であるサウサンプトン市から採られたか、バージニア会社の設立者の一人であり、北アメリカ植民地化の支持者だった第3代サウサンプトン伯爵ヘンリー・ライズリーに因む命名の可能性がある。

## 地理
アメリカ合衆国国勢調査局に拠れば、郡域全面積は602平方マイル (1,559 km2)であり、このうち陸地600平方マイル (1,551 km2)、水域は8平方マイル (39 km2)で水域率は0.46%である。
サウサンプトン郡の郡境は東にブラックウォーター川、西にメヘリン川となっている。ノットウェイ川が郡中央を流れている。3つの川ともにチョウォーン川の支流であり、ノースカロライナ州のアルベマール湾に注いでいる。ブラックウォーター川がアイルオブワイト郡との境になり、メヘリン川がグリーンズビル郡との境になっている。

### 主要高規格道路
- アメリカ国道58号線
- アメリカ国道258号線
- アメリカ国道460号線
- バージニア州道35号線
- バージニア州道186号線
- バージニア州道189号線

### 隣接する郡と独立市
- サリー郡 - 北
- アイルオブワイト郡 - 北東
- フランクリン市 - 東
- サフォーク市 - 南東
- ハートフォード郡 (ノースカロライナ州) - 南
- ノーサンプトン郡 (ノースカロライナ州) - 南西
- グリーンズビル郡 - 西
- サセックス郡 - 北西

## 人口動態
以下は2010年国勢調査による人口統計データである。
| 基礎データ - 人口: 18,570人 - 世帯数: 6,279 世帯 - 家族数: 4,502 家族 - 人口密度: 11人/km2（29人/mi2） - 住居数: 7,058軒 - 住居密度: 5軒/km2（12軒/mi2） 人種別人口構成 - 白人: 60.4% - アフリカン・アメリカン: 37.2% - ネイティブ・アメリカン: 0.3% - アジア人: 0.2% - 太平洋諸島系: 0.0% - その他の人種: 0.3% - 混血: 1.4% - ヒスパニック・ラテン系: 1.1% 年齢別人口構成 - 18歳未満: 22.7% - 18-24歳: 8.8% - 25-44歳: 29.2% - 45-64歳: 25.0% - 65歳以上: 14.2% - 年齢の中央値: 39歳 - 性比（女性100人あたり男性の人口） - 総人口: 111.7 - 18歳以上: 112.5 | 世帯と家族（対世帯数） - 18歳未満の子供がいる: 30.8% - 結婚・同居している夫婦: 54.1% - 未婚・離婚・死別女性が世帯主: 13.5% - 非家族世帯: 28.3% - 単身世帯: 24.9% - 65歳以上の老人1人暮らし: 11.1% - 平均構成人数 - 世帯: 2.53人 - 家族: 3.02人 収入と家計 - 収入の中央値 - 世帯: 33,395米ドル - 家族: 41,324米ドル - 性別 - 男性: 32,436米ドル - 女性: 20,831米ドル - 人口1人あたり収入: 16,930米ドル - 貧困線以下 - 対人口: 14.6% - 対家族数: 11.7% - 18歳未満: 19.9% - 65歳以上: 14.5% |

## 町
- ボイキンス
- ブランチビル
- カプロン
- コートランド - 郡庁所在地
- アイバー
- ニューサムズ

### 未編入の町
- シドリー
- ドリューリービル
- バーリン
- ブラッククリーク

## 著名な出身者

### ナット・ターナー
ナサニエル・"ナット"・ターナー（1800年10月2日 - 1831年11月11日）は、1831年8月21日にバージニアで奴隷反乱を率いた奴隷である。その結果56人の白人が死に、55人以上の黒人の死に繋がった。ターナーはサウサンプトン郡で奴隷として生まれ、そこで反乱を始めて、最大70人の奴隷の支持を得た。この反乱は2日のうちに白人民兵に鎮圧されたが、ナット・ターナーの反乱の遺産は今日も生きている。ターナーは有罪とされ、死刑を宣告され、処刑された。その後、バージニア州は56人の黒人をターナーの奴隷反乱に加わった廉で処刑した。この暴力事件に反応した白人民兵と暴徒によって、200人の黒人が殴られ殺された。バージニア州や他の南部州全体で、州議会が奴隷と自由黒人の教育を禁止し、自由黒人が集会を行うことなど公民権を制限し、黒人が礼拝に参加するときは白人の牧師が同席することを要求する法を成立させた。

### ジョージ・ヘンリー・トーマス
アメリカ軍少将ジョージ・ヘンリー・トーマス（1816年 - 1870年）はニューサムズで生まれた。1831年、ナット・ターナーの奴隷反乱後に、トーマス、その姉、および未亡人になった母がその家から逃れ、森に隠れざるを得なくなった。バージニア州で奴隷を教育するのは違法だったが、トーマスは家族が所有する15人の奴隷に読み方を教えていた。
トーマスはウェストポイントの陸軍士官学校入学を指名され、アメリカ陸軍には20年間仕え、1861年の南北戦争開戦を迎えた。
当時南部生まれの多くの士官は、その州に忠実であるか、国に忠実であるかで苦慮した。トーマスも決断に苦しんだが、アメリカ合衆国に留まる道を選んだ。妻が北部の生まれであり、トーマスが州の権限を嫌っていたことが、その決断に影響した可能性がある。バージニア州知事からバージニア士官学校の士官候補生指揮官になる指名を受けたが、この機会を捨てて、北軍に留まった。トーマスの家族は壁に掛かっていたトーマスの肖像画を裏返しにし、トーマスの手紙を破り、二度とトーマスと話すことはなくなった。戦後南部が経済的な苦境にあったときに、トーマスは姉に金を送ったが、姉は起こって受け取りを拒否し、兄弟はいないと宣言した。トーマスは北軍のカンバーランド軍を率いるなど、多くの指揮を執った。最後は少将の位に昇った。

### ウィリアム・マホーン
ウィリアム・マホーン（1826年 - 1895年）は、鉄道建設者、アメリカ合衆国上院議員であり、現在のコートランドの南約8マイル (13 km)、ノットウェイ川沿いにある小さなモンローという町で生まれた。その父はフィールディング、母はマーサだった。彼らは1840年にエルサレムに移転し、フィールディングが宿屋を経営した。ウィリアム・マホーンはバージニア士官学校に入学し、工兵としての訓練を受け、1847年に卒業した。学校の教師として働き、1853年にノーフォーク・アンド・ピーターズバーグ鉄道（現在はノーフォーク・サザン鉄道の一部）建設のために雇われた。
1855年、マホーンはオテリア・バトラー (1835-1911)と結婚した。オテリアは故人になっていたスミスフィールド出身のロバート・バトラー博士の娘だった。バトラーは1846年からその死の1853年までバージニア州財務官を務めていた。巷間に伝わる話に拠れば、オテリアとマホーンは新しく完成したノーフォーク・アンド・ピーターズバーグ鉄道で旅し、オテリアが読んでいるウォルター・スコット卿の作品「アイバンホー」などから駅の名前を付けていったと言われている。オテリアはウィンザー、ウェイバリー、ウェイクフィールドの地名を選んだ。
オテリアはバージニア州アイバーの名称にスコットランドの一族マッキーバーから選んだとされている。二人の意見が一致しない所では、さらに創造豊かになり、新しい名前が作られた。それが小さな町ディスプタンタという名前が創られた経過だと言われている。ノーフォーク・アンド・ピーターズバーグ鉄道は1858年に完成した。
南北戦争の時にマホーンは南軍の少将となり、オテリアはリッチモンドで看護師として奉仕した。戦後、マホーンは鉄道会社に戻った。マホーンは後に州議会で再編党を率い、ピーターズバーグ近くにバージニア州立大学となる学校の創設資金を獲得し、アメリカ合衆国上院議員を務めた。
アメリカ国道460号線のピーターズバーグからサフォークの区間の大部分はウィリアム・マホーンと命名されている。

### パール・ベイリー
パール・ベイリー（1918年 - 1990年は、歌手、女優であり、サウサンプトン郡で生まれた。